# Гальинас
Мыс Гальи́нас (от исп. Gallinas — «курицы») — мыс в Южной Америке, самая северная точка континента. Расположен на территории Колумбии в департаменте Гуахира на одноименном полуострове на берегу Карибского моря.
Поблизости от мыса Гальинас проживает община вайю — около 100 человек. В самой северной точке мыса и Южной Америки высится маяк высотой 18 м, действующий с 1989 года.